# Марсевский
Марсевский — поселок в Касимовском районе Рязанской области. Входит в Елатомское городское поселение

## География
Находится в северо-восточной части Рязанской области на расстоянии приблизительно 25 км на восток-северо-восток по прямой от районного центра города Касимов на правобережье Оки.

## История
В XIX веке местность, где расположен поселок, входила в состав незаселенных территорий Елатомского уезда Тамбовской губернии. Поселение Марсово было отмечено на карте 1940 года.

## Население
Численность населения: 8 человек в 2002 году (русские 96 %), 3 в 2010.